# Шушановка
Шушановка — село в Кизилюртовском районе Дагестана. Входит в Стальское сельское поселение.

## Географическое положение
Расположено на железнодорожной магистрали Ростов-Баку. Граничит на востоке с селом Кульзеб, на юге c селом Стальское, на западе с селом Комсомольское. В месте со Стальским составляет муниципальное образование «сельсовет Стальское».

## История
Село образовано как хутор в конце XIX века русскими переселенцами из центральных губерний Российской империи. Первоначально на землях арендованых у частновладельца Шушанова (откуда и название села) поселилось 98 семей поселенцев. В годы гражданской войны хутор был покинут населением. В 1925 г. на месте бывшего хутора был организован одноименный переселенческий поселок, в который к 1929 г. в плановом порядке было переселено 66 хозяйств аварцев из Гунибского округа. В 1929 г. в поселке было образовано товарищество по обработке земли "Шушановка" объединившее 14 хозяйств. В 1930 г. оно было преобразовано в колхоз Мамук. В 1930 г. в поселок вселяются 53 русские семьи переселенцев из Майкопского округа; ими был организован хлопководческий колхоз "Наша Нива".

## Население
| 1926 | 1939 | 1970 | 1989 | 2002 | 2010  | 2021  |
| ---- | ---- | ---- | ---- | ---- | ----- | ----- |
| 172  | ↗214 | ↗513 | ↗717 | ↗798 | ↗1854 | ↗3442 |